# Balklänning

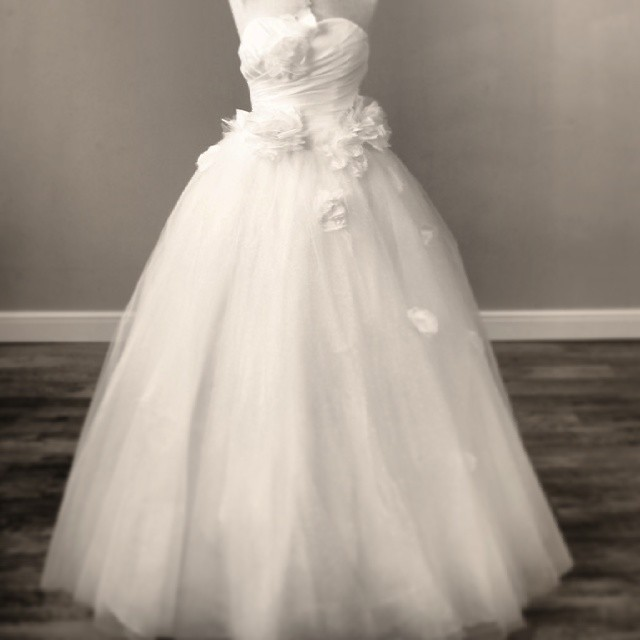
Axelbandslös balklänning i tyll med liv i taft.

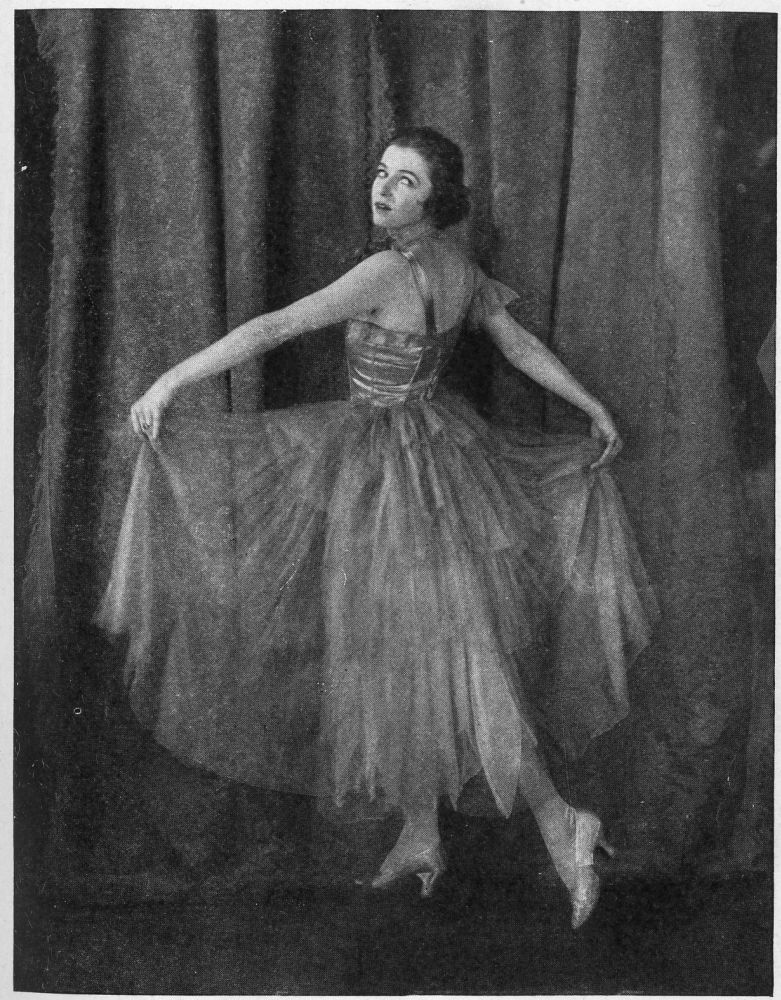
Amerikanska dansaren Irene Castle iförd balklänning (1917)

Balklänning, aftontoalett, frackklänning är en typ av fotsid klänning, som företrädesvis används vid baler och andra högtider där högtidsdräkt påbjuds. Balklänningar saknar ärmar. Den kan ha bar rygg och vara axelbandslös och urringad så långt som den goda smaken tillåter. 
Till balklänning kan långa handskar bäras.